# Kálamos (ort i Grekland, Attika, Nomós Piraiós)
Kálamos (Kalamos) är en ort i Grekland.   Den ligger i prefekturen Nomós Piraiós och regionen Attika, i den södra delen av landet, 210 km söder om huvudstaden Aten. Kálamos ligger 102 meter över havet och antalet invånare är 223. Den ligger på ön Kythera.
Terrängen runt Kálamos är kuperad västerut. Havet är nära Kálamos åt sydost.  Närmaste större samhälle är Potamós, 17,1 km norr om Kálamos. 